# Домагання на робочому місці

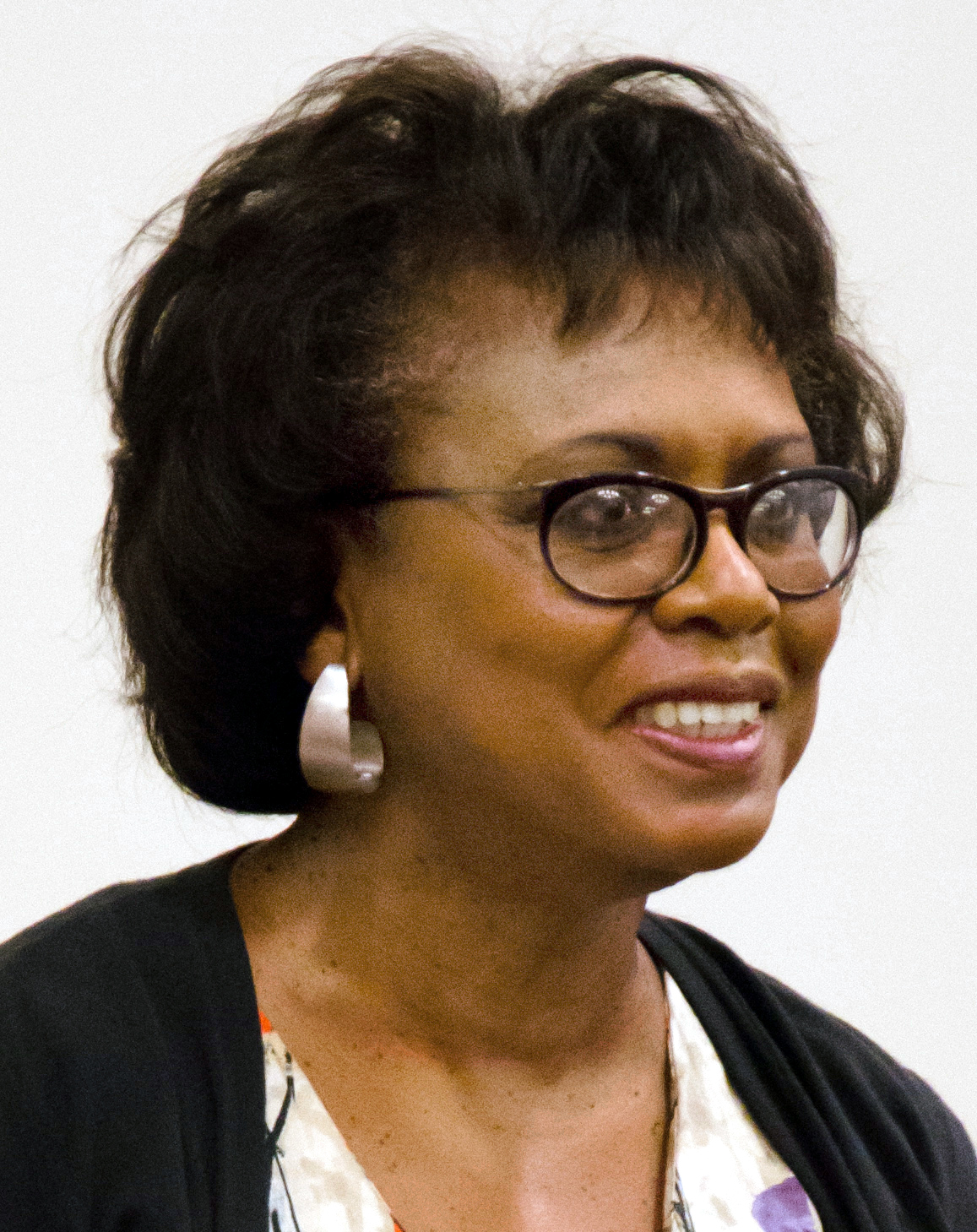
Аніта Гілл засвідчила проти Кларенса Томаса за сексуальні домаганя її в Департаменті освіти

Домагання на робочому місці, гарасмент на роботі (англ. Workplace harassment) — принизлива або загрозлива поведінка, спрямована на окрему працівницю (працівника) або вразливу групу осіб у робочому середовищі. Від гарасменту на роботі потерпають люди з вразливих груп: жінки, расові меншини, негетеросекскуальні люди, люди з інвалідністю, релігійні меншини.
Питання домагань на робочому місці аналізується в площині правозахисту та урядів починаючи з 1980-х, викликає широкий суспільний резонанс (MeToo, ЯНеБоюсьСказати), дослідницький та медичний інтерес, оскільки впливає на громадське здоров'я (особливо жіноче), ефективне управління, добробут компаній та судову практику. Насильство на робочому місці є значним джерелом стресу та психічних розладів. Згідно з законами про охорону праці та безпеки в усьому світі, домагання та цькування на робочому місці визначаються як основні психосоціальні небезпеки. Надмірний нагляд, постійна критика та неможливість просуватися кар’єрною драбиною вважаються домаганням на робочому місці.

## Тлумачення
Мобінг, цькування, жорстоке поводження на робочому місці, агресія, чіпляння, зловживання становищем — все це синоніми або різновиди домагань на робочому місці. Домагання включають різні види дискримінації та дії, які не обмежуються однією конкретною групою. Велику кількість видів домагань можна відносно поділити на психологічне і фізичне насильство. Усі форми домагань спрямовані на різні вразливі групи людей: передовсім жінок (сексизм), расові меншини (расизм), негетеросексуальних людей (гомофобія),  людей з інвалідністю (ейблізм) та іммігрантів(-ок) (ксенофобія). Домагання на робочому місці вимагають плюралістичного розуміння, оскільки це поняття не можна пояснити одним цілісним і конкретним визначенням.
Маріус Езер, визнаючи складність формулювання єдиного тлумачення, пояснює домагання на робочому місці як «нераціональну, повторювану поведінку щодо працівника(-ці) або групи працівників(-ць), що становить загрозу їх здоров'ю та безпеці». Будь-який акт дискримінації чи насильства, що систематично приносить шкоду працівникам(-цям), вважається домаганням на робочому місці.
За словами Рози Брук, концепція домагань на робочому місці базується на двох принципах. По-перше, незалежно від статі, раси, сексуальної орієнтації чи будь-яких інших характеристик, кожна людина має право бути «вільною від жорстокого поводження на робочому місці». Оскільки свобода від жорстокого поводження є базовим правом людини, будь-яка форма приниження чи дискримінації є актом цькування. По-друге, проблеми, спричинені домаганням на робочому місці, мають шкідливий вплив на потерпілих. Дискримінація заважає людям досягти успішного просування в кар'єрі, обмежуючи її можливості.
Домагання на робочому місці — це не тільки сексуальне домагання в контексті роботи, хоча сексуальний харасмент є частою формою домагань. Міністерство праці США визначає цькування на робочому місці як щось більше, ніж просто сексуальне домагання. Також існують домагання за принципом «послуга за послугу», що виникає у випадках, коли рішення про прийом на роботу залежать від прийняття або відмови агресивної поведінки, як правило, сексуального характеру. Домагання на робочому місці – це також і образлива поведінка, яку можуть собі дозволити захищені групи, що є настільки жорстокою або поширеною, що створює вороже робоче середовище, або коли це призводить до несприятливого рішення щодо зайнятості (наприклад, звільнення чи пониження на посаді).

## Види гарасменту на роботі
Усі домагання на робочому місці можна поділити на два типи: фізичне насильство і психологічне насильство. Фізичне насильство включає сексуальне насильство та сексуальні домагання, психологічне стосується стресу та знущань. Часто керівників, які домагаються до своїх працівниць(-ків), не звільняють з посад, оскільки така поведінка покращує продуктивність за кроткий термін. Кетлін Райан та Даніел Естертейх провели дослідження «Без страху на робочому місці» і виявили, що поведінка агресора може варіюватися від натяків до зовнішніх фізичних загроз і може включати: «гру в мовчанку», прямі образи і навіть спалахи гніву. Незалежно від того, чи є ці дії навмисними чи спричинені стресом, в результаті підлеглі почуваються приниженими, ізольованими і схильні чинити харасмент щодо інших колег.

### Сексуальне насильство
Сексуальне насильство — одна з широко відомих форм фізичних домагань. Воно привернуло увагу науки та преси головним чином у 90-х після низки відомих сексуальних скандалів. «Серед найбільш горезвісних є слухання в Конгресі 1991 року щодо сексуальних домагань Аніти Гілл Кларенсом Томасом, кандидатом у Верховний Суд; сексуальний напад на жінок-офіцерок на вечірці під час щорічної конвенції льотчиків винищувачів 1991 року; звільнення льотчика військово-повітряних сил Келлі Флінн за подружню зраду у 1997 році; судовий процес 1998 року і виправдання військовослужбовця вищого рангу за звинуваченням у сексуальних домаганнях; і незалежне розслідування щодо сексуальних стосунків президента Клінтона з підлеглими». Завдяки такій кількості сексуальних скандалів засоби масової інформації та науковці зосередилися на розробці досліджень щодо сексуальних домагань на робочих місцях. Сексуальне насильство стає важко визначити, оскільки відмінність між сексуальними домаганнями та консенсуальною сексуальною поведінкою не є чітко окресленою. Деякі професії вимагають більшої толерантності до сексуальної поведінки, наприклад професія офіціанта та екскурсовода. Зокрема, роботодавці очікують, що працівники будуть відповідати рівню сексуальних взаємодій, які вони матимуть з клієнтами. Це беззаперечне очікування від роботодавців підштовхує працівників бачити лише два варіанти. Працівники повинні або терпіти сексуальні домагання від клієнтів,бо це «частина роботи», або повідомити про сексуальні домагання менеджеру і як результат бути звільненим. Окрім стресу, коли працівники повідомляють про сексуальне насильство, вони стикаються з критикою з боку колег, оскільки для них сексуальне насильство є частиною вимог до роботи.
Сексуальні домагання на робочих місцях — поширене явище. Наприклад, дослідження Міністерства захисту систем США в 1981 році доводить, що серед державних працівниць 33% хоча б раз чули коментарі сексуального характеру у свою сторону, 26% мали небажаний фізичний контакт, а 15% були примушені йти на побачення. Крім того, «майже 10% піддавалися сексуальному насильству, і такий же відсоток жінок скаржилися на повторні телефонні дзвінки і небажані листи». Крім цього, Фіцджеральд заявляє, що «жахливість таких цифр важко описати; вони вказують на те, що практично мільйони жінок піддаються образам і нападам - багато на постійній чи періодичній основі — і розцінюють це як ціну за те, що вони мають можливість заробляти на життя».
Фізичне насильство на робочому місці, тобто фізичні загрози та напади, спрямовані на персонал. Два основні види кривдників на робочому місці: клієнти-злочинці та співробітники. Злочинці проявляють насильство, крадучи та вбиваючи. Рівень вбивств на робочому місці значно збільшився за останні 20 років. За даними Національного інституту охорони праці, за 1980-1992 роки нараховують 9 937 вбивств на робочих місцях (в середньому близько 800 вбивств на рік).«У 1989 році вбивство було третьою провідною причиною смерті на робочому місці. До 1993 року вбивства стали другою провідною причиною смерті на роботі та стали головною причиною смерті жінок». Більшість цих вбивств були скоєні злочинцями, оскільки Бюро статистики праці встановило, що лише 59 з 1063 були вбивствами, скоєними працівниками, а решта — злочинцями.
Насильство на робочому місці, що вчиняється колегами, є менш очевидним.  Дослідження Northwestern National Life (1993) показало, що 15% респонденток(-ів) зазнали фізичного нападу на роботі, а 14% повідомили, що зазнали фізичного нападу за останні 12 місяців. Акти насильства на робочому місці включають в себе знущання, бійки та зґвалтування. Опитування 1016 фахівців з людських ресурсів, виявило, що «22% респонденток(-ів) зазнали знущань, 13% повідомили про бійки, а 1% - про зґвалтування чи сексуальне насильство». Значній частині фізичного насильства над персоналом передує агресія, тобто цькування може стати причиною насильства на робочому місці.

### Психологічне насильство
На відміну від фізичних, психологічні домагання непомітні, а також розглядаються як соціально прийнятніші. Зазвичай психологічному хараменту на робочому місці приділяється менше уваги, ніж фізичним, що ставить питання про психологічні домагання. Психологічне насильство можна визначити як «агресивну вербальну та невербальну поведінку, яка не є явно пов'язаною з сексуальним домаганням чи расовою дискримінацією, але спрямована на отримання згоди з боку іншої людини шляхом насильства». Отже, психологічні домагання - це маніпулювання діями людей через соціальну поведінку.
Одна з поширених форм психологічного насильства на робочому місці це знущання (мобінг), довготривалий, ескалаційний конфлікт із частими домаганнями, що систематично спрямовані на якусь окрему людину. Акти знущань включають: звинувачення у помилках, залякування, виражені невербально, крики, виключення з колективу та «гру в мовчанку», позбавлення ресурсів та інформації, необхідної для роботи, саботаж та наклеп, образи та надмірно жорстку критику, а також необґрунтовано завищені вимоги до роботи, що завідомо призведе до провалу. Національне опитування Інституту вивчення знущань на робочих місцях 2014 року доводить, що 27% людей зазнали знущань в минулому, а 77% персоналу зараз страждають від знущань на робочому місці. Крім того, «понад 97% керівних медсестер, 60% працівниць(-ків) роздрібної торгівлі, 23% викладачок(-ів) та працівниць(-ків) університету та 53% студентства бізнес-шкіл повідомили про домагання». Домагаються не тільки до персоналу промислових підприємств, а й до персоналу лікарень, університетів, виробничих заводів, науково-дослідних галузей та агенток(-ів) соціального обслуговування.

## Дослідження причин
Одна сторона стверджує, що за знущання насправді відповідають ті, над ким знущаються.
- Деякі медики та психологи вважають, що причиною знущань на робочому місці є психічні розлади працівника, над яким знущаються, наприклад підвищена тривога, а не напружена робоча ситуація.[17] (див. Газлайтинг)
- Причинами знущань є проблеми з організацією та погані лідерські навички керівника.
- Знущання на робочому місці є полідетермінованим явищем, різні фактори грають роль у побудові напруги.[19]
- Незважаючи на безліч аргументів, Запф стверджує, що визначити причину досить важко.[17] Отримати уявлення про винних і потенційних свідків нереально, і тому дослідження в основному зосереджені на інтерв'юванні потерпілих.[17]

## Потерпілі групи
Потерпілих від домагань на робочому місці можна розділити на три категорії за ознакою статі, сексуальної орієнтації та раси. Хоча одна група зазнає домагань на робочому місці частіше, ніж інші, домагання на робочому місці все ще впливають на широке коло населення.

### Жінки
Домагання до жінок на робочому місці почалося ще в колоніальні часи. Найпоширенішою формою домагань, з якими стикаються жінки, є сексуальні: кожна друга жінка зазнає домагань на робочому місці у своєму робочому чи академічному житті. Найпоширенішою формою сексуального гарасменту до жінок є небажана сексуальна увага з боку колег. Дослідження державних службовиць показує, що приймає різні форми: 33% респонденток отримували непрохані сексуальні зауваження, 26% стикалися з небажаними фізичними дотиками, а 15% були вимушені піти на побачення з колегами-чоловіками. Більш явні форми сексуального домагання проявляються в судових справах, таких як Мерітор проти Вінсон (1986), Робінсон проти Джексонвільської верфі (1991) та інших. У справі Мерітор проти Вінсон «Мішель Вінсон, співробітниця банку, змушена до сексу своїм босом від 40 до 50 разів». Бос переслідував її, торкався її публічно, слідував за нею до туалету і ґвалтував. У справі Робінсон проти Джексонвільської верфі Робінсон шантажував свою співробітницю порнографічними матеріалами, що містили «фотографії жіночих статевих органів та зображення оголеної жінки, яка тримає батіг».
Чоловіки зазнають менше сексуальних домагань на робочому місці, ніж жінки (лише 16,7% чоловіків повідомили про зґвалтування / сексуальне насильство), більше вони стикаються з жорстокою поведінкою (72% чоловіків пограбовані на робочому місці, 74,4% зазнали особливо жорстокого нападу, а 66,1% зазнали нападу без тяжких наслідків). Внаслідок жорстоких дій «серед людей, які постраждали на роботі або під час виконання службових обов'язків, число жертв серед чоловіків перевищило число жінок у співвідношенні приблизно на 2:1». Тому домагання щодо чоловіків рідко привертають увагу і не досліджуються. Основним фокусом досліджень останніх 20 років є сексуальні зловживання проти жінок.

### Негетеросексуальні люди
Дослідження інституту Вільямса 2011 року показує, що «в американській робочій сфері понад вісім мільйонів людей (4% американської робочої сили) ідентифікують себе як лесбійки, геї, бісексуальні або трансгендерні люди». Незважаючи на це, ЛГБТ-група стикається з постійною дискримінацією та утисками на робочих місцях, про що свідчать судові справи та історичні події. Однією з поширених форм домагання на робочому місці для ЛГБТ-спільноти є психологічна і фізична напруга в приховуванні власної сексуальності в гетеросексуальному робочому середовищі. Іншою формою домагання на робочому місці є пряме цькування з боку громадськості після розкриття сексуальної орієнтації людини. Оскільки представники та представниці ЛГБТ зазнають словесних нападів, фізичного насильства та злочинів на ґрунті ненависті після камінг-ауту, вони частіше за все приховують свою сексуальність на робочих місцях.

### Расово вразливі групи
Багато досліджень показують, що культурно стигматизовані групи стикаються з більшою кількістю домагань на робочому місці. Сьогодні із змінами в політичній і соціальній сферах в Америці щоденні, ледь помітні домагання зустрічаються частіше, ніж явні. Чорношкірі американці стикаються з більшою жорстокістю, ніж білі американці. Жорстоке поводження і домагання не містять явного посилання на «расу або дискримінацію як причину домагань», тому що відкритий расизм заборонений на робочих місцях. Проте статистика показує, що раса «в значній мірі пов'язана з жорстоким поводженням», і що чорношкірі американці повідомляють про «повсюдне погане поводження і несправедливість на роботі.» Дискримінація та домагання більше поширені для чорношкірих американців там, де працює менша кількість людей їх раси. Крім того, не тільки афроамериканці, а й американці азійського походження, а також люди інших расових меншин стикаються з «вищим рівнем вбивств, ніж інші раси». З восьмої частини робочої сили, яка піддається насильству, понад чверть є етнічною меншиною.

## Наслідки гарасменту на роботі

### Алкоголізм
Інтенсивність домагань на робочому місці корелює з рівнем вживання алкоголю. Одна з причин, чому люди п'ють, є «самолікування сумних почуттів, викликаних проблемними соціальними умовами». Таким чином, негативний соціальний досвід на робочих місцях пов'язаний зі збільшенням споживання алкоголю. Більш того, оскільки домагання на робочому місці не може бути чітко визначене як сексуальне або расове, постраждалим складно захистити себе на юридичному рівні. Вони швидше будуть покладатися на випивку, щоб впоратися з горем.
Дослідження Нолен-Хоексема і Харрелл (2002) виявило, що хоча жінки і чоловіки ризикують стати алкозалежними в результаті домагань на роботі, чоловіки частіше випивають, ніж жінки, оскільки жінки використовують свої соціальні зв'язки для отримання емоційної підтримки. Проте, опитування (2004) випадкової вибірки працівників(-ць) на заводі зі складання важкої техніки показало, що жінки більш чутливі до переслідувань на робочому місці, і тому жінки мають «велику схильність до пиття». Негативні наслідки алкоголізму для жінок небезпечніші, ніж для чоловіків.
Опитування 1654 осіб показало кореляцію між споживанням алкогольних напоїв та рівнем домагань на робочому місці, що продовжується після виходу на пенсію. Навіть коли безпосередні агресори відсутні, потерпілі зберігають звичку вживати алкоголь. Причиною тривалого ефекту є те, що «споживання алкоголю могло функціонувати як певне самолікування психологічних травм, викликаних стресом, під час роботи».

### ПТСР
ПТСР широко відомий як «військова рана», але він також впливає на працівників(-ць): «коли працівник(-ця) страждає ПТСР, робоче місце для цієї людини стає полем бою». Декілька досліджень показують, що у багатьох постраждалих від домагань діагностують ПТСР. Наприклад, «у більшості респондентів(-ок) показники перевищують рекомендовані граничні значення, що вказує на ПТСР». В залежності від тривалості та постійності домагань рівні ПТСР розрізняються. Чим частіше відбувалися домагання, тим серйозніші симптоми ПТСР.
Дослідження Мікклесена і Ейнарсена показало, що 76% респондентів(-ок) страждали ПТСР. Проте автори не повністю погоджуються з ідеєю, що домагання на робочому місці безпосередньо призводять до ПТСР. Вони стверджують, що причини симптомів ПТСР у постраждалих в першу чергу пов'язані з іншими травматичними подіями, а не з домаганнями на роботі. Тому в дослідженні висновується, що «вплив інших життєвих обставин може підвищити вразливість жертв» до домагань.

#### Інші психологічні розлади
Крім алкоголізму і ПТСР, потраждалі від домагань на робочому місці страждають від ряду негативних психологічних наслідків. Аналіз здоров'я і здатності протидіяти стресу у 437 працівників показує, що постраждалі від домагань мають вищі рівні тривоги і нервозності. Опитування 156 потерпілих показує, що 79,4% осіб страждають від стресу, 64,7% — від депресивних симптомів, 64% — від втоми, 59 % — від невпевненості в собі, 58% — від приниження та вини, 58% — від кошмарів.

## Запобігання гарасменту на роботі

### США
Розділ VII Закону про громадянські права 1964 року використовується як інструмент для викорінення домагань на робочому місці. У ньому перераховані наступні дії роботодавців, які є незаконними: 
 «не приймати або відмовляти в прийомі на роботу або звільненні будь-якої особи, або іншим чином дискримінувати будь-яку людину, не виплачуючи зарплатню, не надавши відповідних умов або привілеїв при наймі на роботу через расу, колір шкіри, релігію, яку він/ вона сповідає, стать або національність; або обмежити, відокремити співробітників за ознакою раси, кольору шкіри, релігії, статі та національності... будь-яким способом, який позбавить ... людину можливості працевлаштування або іншим чином негативно вплине на її або його статус за ознакою раси, кольору шкіри, релігії, статі чи національності такої особи». 
 «Більшість судів вважають, що цей розділ узгоджується з наміром Конгресу ліберально інтерпретувати Закон, і, отже, спектр питань розділу VII достатньо широкий». Такий підхід дозволяє жертвам домагань на робочому місці в першу чергу використовувати  Розділ VII, щоб відстоювати свої права. Крім того, Комісія з рівних можливостей при наймі на роботу, тобто урядовий комітет, який забороняє дискримінацію на робочому місці, відповідає за застосування і порушення Розділу VII. Комітет випустив і змінив «Керівництво по дискримінації за ознакою статі», більш конкретне тлумачення Розділу VII.

## Судові справи
З домаганнями на роботі (у першу чергу сексуальними) пов'язана значна кількість прецедентів, що стали класичними випадками рефлексії проблем вразливих груп.

### Мерітор банк проти Вінсон
Працюючи в банку, Мечел Вінсон зазнала сексуальних домагань і зґвалтувань віце-президентом банку Сідні Тейлором протягом чотирьох років, починаючи з першого дня роботи. Однак вона не зверталася до вищих інстанцій, бо боялася звільнення. Суд у справі Мерітор Банк проти Вінсон постановив, що вороже середовище вважається порушенням Розділу VII. Таке рішення «узаконило цю область закону і вперше дало зрозуміти, що небажана сексуальна поведінка не допускатиметься на робочому місці». У цій судовій справі також додано, що порушення Розділу VII не повинно бути «матеріальним» і «економічним».

### Робінсон проти Джексонвільської верфі

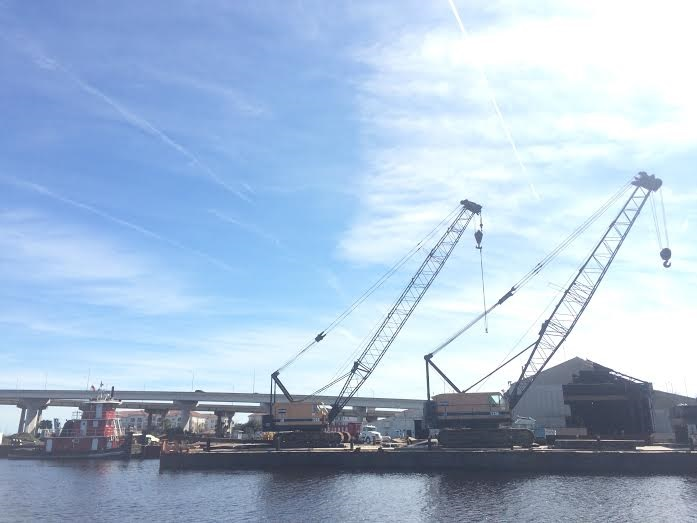
Верф у Джексонвіллі

Робінсон, одна з небагатьох робітниць на верфі в Джексонвіллі, подала заяву про сексуальні домагання. Вона свідчить, що порнографічні зображення мали на меті об’єктивізувати її. Справа привернула неабияку увагу медіа, оскільки Американська спілка захисту Громадянських свобод Флориди і Спілка захисту Громадянських свобод Проєкту з прав жінок захищали різні сторони. Спілка у Флориді в основному дотримувалась принципів свободи слова, а Проект з прав жінок розглядав принцип гендерної рівності. Вони відкрито не погодилися і продемонстрували «незгоду з цивільними лібералами щодо застосовування принципів свободи слова і рівності, про які йде мова у справі про сексуальні домагання на робочому місці». Окружний суд підтримав сторону Проєкту з прав жінок, тому що «Окружний суд не провів належного розслідування щодо визначення відповідальності. Замість цього окружний суд помилково припускав, що домагання є домаганням тільки тому, що працівник вважає таку поведінку образливою».